# Cinderella ’80
Cinderella ’80 (Originaltitel: Cenerentola ’80, alternativ: Cinderella ’87; Cindy) ist ein italienischer Spielfilm und Fernsehmehrteiler aus dem Jahr 1984, der auf dem Märchen Aschenputtel basiert.

## Handlung
Die 18-jährige Cindy lebt mit ihrem Vater, dem Pizzabäcker Harry, ihren zickigen Stiefschwestern und der bösen Stiefmutter Muriel im Stadtteil Brooklyn in New York City und hat sich als talentierte Sängerin und Tänzerin der New Yorker Musikszene verschrieben.
Muriel plant einen Aufenthalt in Rom, damit ihre untalentierten Töchter Liz und Carol dort ihre Musikausbildung beenden können und um nach standesgemäßen Schwiegersöhnen Ausschau zu halten. Dort lernt Cindy den italienischen Musiker Mizio kennen und lieben. Nach einem Streit brennen Cindy und Mizio durch. Auf der Flucht trennen sich die beiden im Streit, doch Cindy kann den ersten Erfolg als Sängerin feiern. Am Ende nimmt sie am großen Ball der adligen Familie Gherardeschi teil und stellt fest, dass Mizio ein echter Prinz ist, vor dem sie zunächst flüchtet und ihren silbernen Schuh hinterlässt, bevor es am Flughafen zum Happy End kommt. Sein Spitzname „Mizio“ steht als Abkürzung für seinen echten Namen: Michele Eudizio.

## Produktion und Ausstrahlung
Die italienische Produktion wurde sowohl als Spielfilm als auch als TV-Mehrteiler hergestellt. Der Mehrteiler wurde bei Rai 2 erstmals ausgestrahlt.
Der Spielfilm Cinderella '80 wurde erstmals am 3. Januar 1986 im Abendprogramm des DDR-Fernsehens gezeigt. In der Bundesrepublik Deutschland strahlte die ARD den Film als vierteilige Miniserie unter dem Titel Cinderella '87 vom 15. Februar bis 8. März 1987 jeweils sonntags aus. Beide Versionen wurden unterschiedlich synchronisiert. Für die DDR-Fassung schrieb Hannelore Fabry das Dialogbuch, Thilo Henze verantwortete die Dialogregie. In der westdeutschen Fassung sprach die Schauspielerin Susanne Uhlen die Rolle der Titelfigur Cindy Cardone (Bonnie Bianco).
Die DEFA-synchronisierte Fassung hat eine Länge von ca. 110 Minuten und die Synchronisation des SDR eine Laufzeit von ca. 180 Minuten. Vom Original existieren ein ungekürzter Vierteiler mit 206 Minuten, eine Kinoversion mit 140 Minuten, eine Kurzversion mit 80 Minuten und eine internationale Version mit 120 Minuten Laufzeit.
Drehorte in den USA war die seinerzeit durch den Film Fame – Der Weg zum Ruhm bekannte High School of Performing Arts in Manhattan, New York City, die bis 1984 bestand. In Italien waren die Drehorte in Rom u. a. der Palazzo Mazzetti di Pietralata, zusätzlich der Kartenraum Sala del Mappamondo aus dem 15. Jahrhundert im Palazzo Farnese und die Villa Brasini. In Caserta wurde die Abschluss Treppen-Szene im Schloss von Caserta auf der berühmten Vanvitelli-Treppe gedreht.

## Resonanz
In Westdeutschland entstand 1987 nach der Erstausstrahlung ein regelrechter Bonnie-Bianco-Hype. Die Single Stay aus dem Soundtrack, gesungen von Bianco und Cosso, erreichte Platz eins der Single-Charts. Der LP-Soundtrack Cinderella '87 landete am 23. März 1987 auf Platz zwei der westdeutschen Media-Control-Charts und hielt sich insgesamt 16 Wochen in den Top 100.

## Kritiken
Das Lexikon des internationalen Films schrieb: „Mit allen nur verfügbaren Klischees ausstaffiertes Rockmusik-Märchen in pseudoromantischer Erzählmanier, das bei sanft-eingängiger Pop-Musik das Aschenputtel-Märchenmotiv in die Gegenwart verpflanzt; allenfalls für Teenager unterhaltsam.“